# Eucereon carolina
Eucereon carolina är en fjärilsart som beskrevs av Edwards 1887. Eucereon carolina ingår i släktet Eucereon och familjen björnspinnare. Inga underarter finns listade i Catalogue of Life.